# K3 Love Cruise

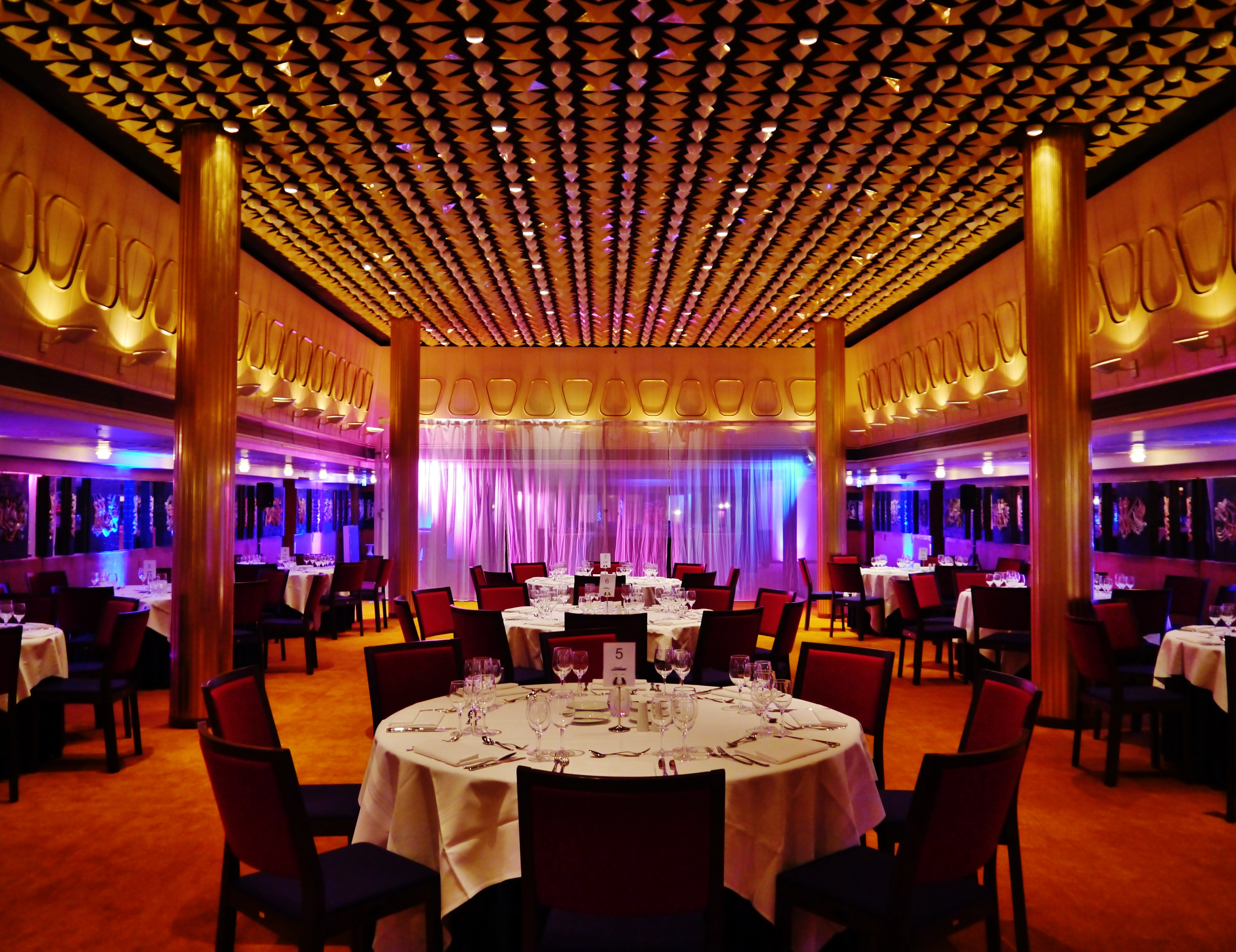

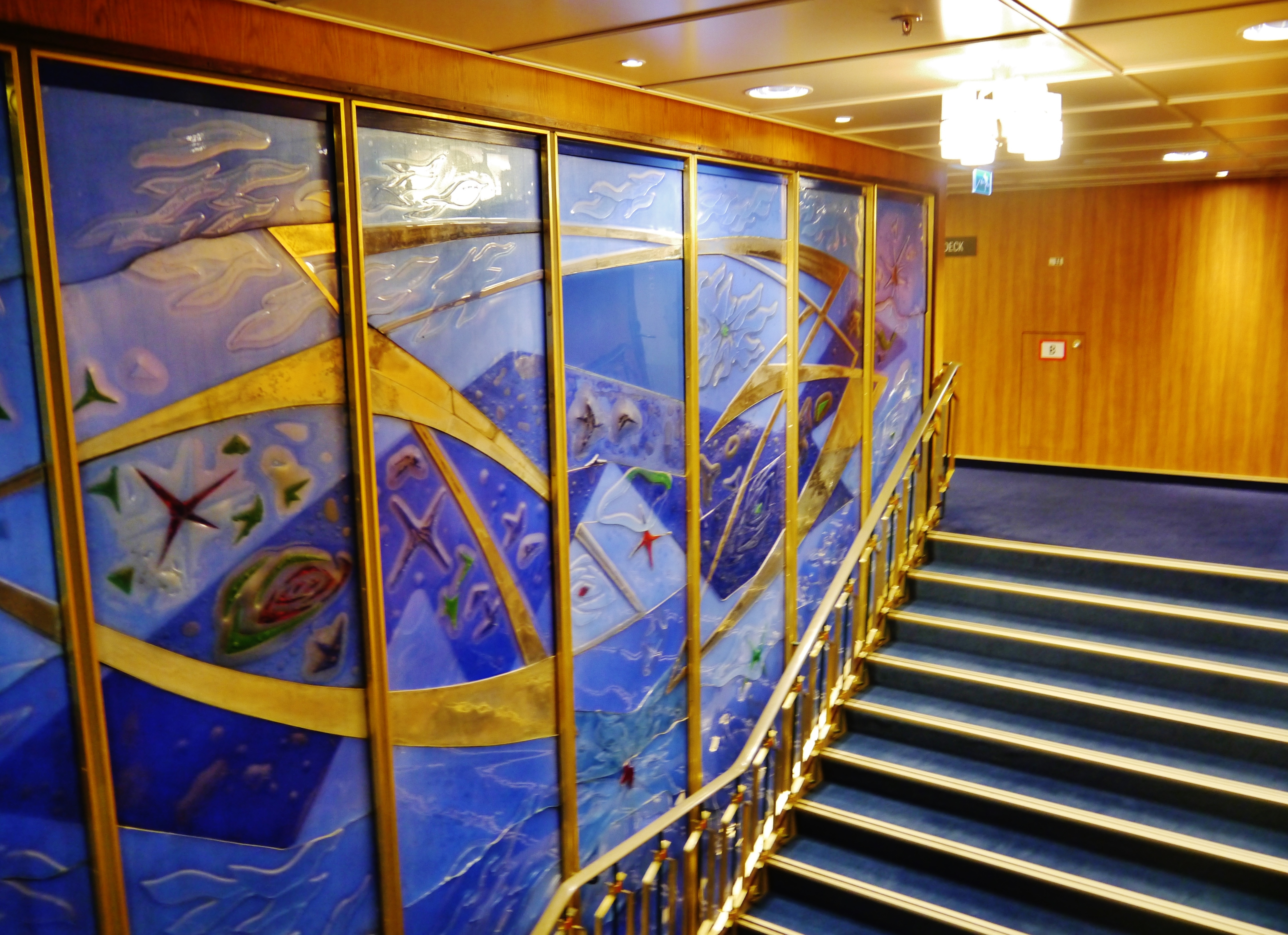

K3 Love Cruise is een film uit 2017 met in de hoofdrol de meiden van K3. Het is de zesde K3-film, maar wel de eerste van Hanne Verbruggen, Klaasje Meijer en Marthe De Pillecyn. De film is geregisseerd door Frederick Sonck en geschreven door Gert Verhulst, Hans Bourlon en Nico De Braeckeleer. De opnamen vonden voor het grootste deel plaats op de Rotterdam.

## Verhaal
Hanne, Klaasje en Marthe zijn door Bas (Winston Post) uitgenodigd op de Rotterdam om tijdens de cruise op te treden voor de aanwezige reizigers. De reis verloopt rustig, totdat de parel die Klaasje van haar grootmoeder kreeg, verandert in een parel-elf, die alleen zichtbaar is voor de meiden van K3. Elvin vaart met de cruise mee naar de Bikinicirkel, de plaats waar hij ontvoerd werd door betoudovergrootvader van Klaasje, om zo zijn dochter terug te zien. Tijdens de reis ziet hij ook de mogelijkheid om wraak te nemen op de meiden van K3, door hen in een slecht daglicht te plaatsen. 

## Rolverdeling
| Acteur               | Personage         | Opmerking                       |
| -------------------- | ----------------- | ------------------------------- |
| Hanne Verbruggen     | Hanne             |                                 |
| Klaasje Meijer       | Klaasje           |                                 |
| Marthe De Pillecyn   | Marthe            |                                 |
| Jacques Vermeire     | Marcel            | Buurman                         |
| Winston Post         | Bas               | Kapitein van de SS Rotterdam    |
| Nicolette van Dam    | Mevrouw Visschers | Cruisedirectrice                |
| Sven De Ridder       | Elvin             | Parel-elf                       |
| Maartje Van Neygen   | Ayla              | Elfje, dochter van Elvin        |
| Ashley Ntangu        | Jasmijn           | Oude schoolvriendin van Klaasje |
| Tim Douwsma          | Alex              | Vroegere buurjongen van Hanne   |
| Dorian Liveyns       |                   | Picollo                         |
| Harold Brusse        |                   | Matroos/bewaker                 |
| Babs Boumans         |                   | Yogalerares                     |
| Diego González-Clark |                   | Ober                            |
| Damian Ramrekha      |                   | Ober                            |
| Truus de Boer        |                   | Vriendin                        |
| Bart de Graauw       |                   | Sporter                         |
| Laetitia Milet       |                   | Klein meisje                    |

## Achtergrond

### Aankondiging
Begin januari 2017 kopte Het Nieuwsblad dat Studio 100 een nieuwe K3-film zou gaan maken, die eind 2017 in de bioscoop moest verschijnen. Op 10 maart 2017 maakte Studio 100 bekend dat de opnamen voor de film op korte termijn van start zouden gaan.

### Casting
Op 22 mei 2017 maakte Splendid Film, de Nederlandse distributeur, bekend dat Nicolette van Dam en Tim Douwsma een rol in de film zouden hebben. Douwsma werd gecast als de voormalige buurjongen van Hanne, terwijl Van Dam gestalte gaf aan Visschers, de directrice van de cruisemaatschappij. Op 27 juni 2017 werd op de Rotterdam de voltallige cast aan de pers voorgesteld.

### Opnamen
De opnamen op de Rotterdam gingen van start op 23 mei 2017 en liepen af op 30 juni 2017.

### Promotie
Eén dag voor de persdag op de Rotterdam gaf Studio 100 de affiche van de film vrij.
Op 28 september 2017 werd tijdens Gert Late Night een trailer van de film uitgezonden. Een dag later werd de complete trailer door Studio 100 online gezet.
Op 17 november 2017 werd de soundtrack van de film uitgebracht als een muziekalbum, Love Cruise.